# Annemarie Postma
Annemarie Postma (Nieuwkoop, 1969) is een Nederlands schrijfster, columniste en voormalig model. 
Op haar elfde liep ze een dwarslaesie op en belandde ze voorgoed in een rolstoel. Als twintiger probeerde ze als model door te breken. Na verschillende afwijzingen vanwege haar handicap kwam ze onder contract bij een Brits modellenbureau voor modellen met een fysieke beperking. In 1995 liet ze zich door de Nederlandse editie van het mannenblad Playboy naakt in haar rolstoel fotograferen.
In 1997 publiceerde Postma haar eerste boek: het autobiografische Ik hou van mij. Later legde ze zich toe op boeken over spiritualiteit. Ze schreef jarenlang een column in Friesland Post. Ook had ze enige tijd een column in het Algemeen Dagblad. In ten minste een van deze columns had ze zich negatief uitgelaten over chemotherapie bij kanker, wat haar in 2006 een nominatie opleverde voor de Meester Kackadorisprijs. In 2004 was ze te gast bij Dit was het nieuws. In 2008 was ze tafeldame bij Knevel & Van den Brink.